# Engelbrektskrönikan
Engelbrektskrönikan är en från början fristående rimkrönika, författad i slutet av 1430-talet av riksrådets skrivare Johan Fredebern och senare av densamme m.fl. skrivare i det kungliga kansliet inarbetad i Karlskrönikan. Engelbrektskrönikan handlar om Engelbrekt Engelbrektssons politiska verksamhet och den inarbetades i Karlskrönikan på order av Karl Knutsson (Bonde) som ville ge intrycket av att han förde vidare Engelbrekts politiska program.